# Johann Meßelreuter
Johann Meßelreuter war im letzten Viertel des 17. und ersten Viertel des 18. Jahrhunderts Kammerdiener und Rüstkämmerer am Hof der Bayreuther Markgrafen. Nach eigenen Angaben war er über 30 Jahre lang für den Kostümfundus zuständig. Er veröffentlichte 1723 ein umfangreiches Stichwerk mit über 200 Kostümfigurinen für unterschiedliche Kostümierungsgelegenheiten: Neu-eröffneter Masquen-Saal, Oder: Der verkleideten Heydnischen Götter, Göttinnen und vergötterter Helden Theatralischer Tempel : Darinnen In mehr als 200. Kupffer-Stichen vorgestellet wird, wie solche Gottheiten ... eingekleidet ... werden können; Nebst beygefügten accuraten Beschreibung derer Zeichen und Farben / collegiret, und zu finden Bey Johann Meßelreuter, Hoch-Fürstlich Brandenburg-Beyreuthischen Cammer-Dienern und Rüst-Cämmerern, Bayreuth: Lober 1723.

## Werk
Bekannt ist Meßelreuters Stichwerk Neu-eröffneter Masquen-Saal, Oder: Der verkleideten Heydnischen Götter, Göttinnen und vergötterter Helden Theatralischer Tempel : Darinnen In mehr als 200. Kupffer-Stichen vorgestellet wird, wie solche Gottheiten ... eingekleidet ... werden können; Nebst beygefügten accuraten Beschreibung derer Zeichen und Farben / collegiret, und zu finden Bey Johann Meßelreuter, Hoch-Fürstlich Brandenburg-Beyreuthischen Cammer-Dienern und Rüst-Cämmerern, Bayreuth: Lober 1723. Dieses seinem Dienstherren, dem Bayreuther Markgrafen Georg Wilhelm von Brandenburg-Bayreuth, gewidmete Werk hat sich in diversen Sammlungen erhalten, darunter in der Sächsischen Landesbibliothek und, als koloriertes Exemplar, bei der Bayerischen Schlösserverwaltung. 1738 wurde eine zweite Auflage anonym unter dem Titel Pantoschematismus curiosus veröffentlicht.
Das Stichwerk zeigt Kostüme für Mensch und Pferd für unterschiedliche Verwendungszwecke an barocken Fürstenhöfen, etwa Theateraufführungen, Karussells und Karnevalsumzüge. Neben der umfangreichsten Kostümgruppe, die antike Gottheiten darstellen, finden sich Kostüme von Personifikationen, historischen Figuren, aber auch Nationenkostüme und fränkische Trachten. Die Kostüme der vier Elemente Wasser, Feuer, Erde und Luft weisen darauf hin, dass Meßelreuter Kostüme des Dresdner Hofes kannte, ob aus eigener Anschauung oder von Druckgraphiken: In den Staatlichen Kunstsammlungen Dresden/Kupferstichkabinett haben sich Darstellungen gleichartiger Kostüme von Carl Heinrich Jacob Fehling erhalten.
Jeder Stich zeigt eine Figurine samt Bezeichnung des Kostüms. Viele Kostüme sind durch Beschreibungen ergänzt, die das Kostüm sowie das dargestellte Thema erläutern.

## Rezeption
Die historische Rezeption ist nicht ausreichend erforscht. Das Vorhandensein des Werks in mehreren einst fürstlichen Sammlungen zeugt von einer gewissen Verbreitung.
In den Jahren 2018/2019 rekonstruierte die Bayerische Schlösserverwaltung anhand der Stiche von Meßelreuter mehrere Theaterkostüme, die im Markgräflichen Opernhaus Bayreuth: Welterbe & Museum ausgestellt sind.